# Paysage après la bataille
Pour les articles homonymes, voir Paysage après la bataille (homonymie).
Pour plus de détails, voir Fiche technique et Distribution.
Paysage après la bataille (Krajobraz po bitwie) est un film polonais réalisé par Andrzej Wajda, sorti en 1970.

## Fiche technique
- Titre : Paysage après la bataille
- Titre original : Krajobraz po bitwie
- Réalisation : Andrzej Wajda
- Scénario : Andrzej Brzozowski et Andrzej Wajda
- Société de production : Film Polski
- Pays d'origine : Pologne
- Format : Couleurs - Mono - 35 mm
- Genre : Drame, guerre
- Durée : 101 minutes
- Date de sortie : 1970

## Distribution
- Daniel Olbrychski : Tadeusz
- Stanisława Celińska : Nina
- Aleksander Bardini : professeur
- Tadeusz Janczar : Karol
- Zygmunt Malanowicz : prêtre
- Mieczyslaw Stoor : enseigne
- Leszek Drogosz : Tolek
- Stefan Friedmann : gitan
- Jerzy Oblamski : prisonnier
- Jerzy Zelnik : commandant américain
- Malgorzata Braunek : fille allemande
- Anna German : femme américaine
- Agnieszka Perepeczko : ami de Nina
- Alina Szpak : femme allemande
- Józef Pieracki : cuisinier